# 숙신옹주 가옥허여문기
숙신옹주 가옥허여문기(淑愼翁主 家屋許與文記)은 서울특별시 용산구 국립중앙박물관에 있는, 조선 태조 이성계가 그의 후궁에게서 난 딸을 뒤에 숙신옹주로 봉하고 집을 하사한다는 내용의 분재기(分財記)이다. 1969년 7월 30일 대한민국의 보물 제515호로 지정되었다.

## 개요
숙신옹주 가옥허여문기(淑愼翁主 家屋許與文記)는 조선 태조 이성계가 그의 후궁에게서 난 딸을 뒤에 숙신옹주로 봉하고 집을 하사한다는 내용의 분재기(分財記)이다.
8행으로 되어 있으며, 원문이 끝난 후 간격을 크게 비워 두고 ‘태상왕’이라 적었으며, 그 아래에 태조의 수결(지금의 서명)이 있다. 내용은 모두 이두문(吏讀文)으로 되어 있는데 집터, 집의 방향, 집을 짓는데 쓰이는 재목, 가옥의 배치, 건물의 칸수 등을 구체적으로 적고, 끝에는 자손이 영원히 거주할 것을 밝혀 두고 있다.
조선조 최초의 가옥급여문서로 조선 전기 가옥과 토지 등 재산에 대한 법제도 연구의 귀중한 자료로 평가된다.

## 같이 보기
- 숙신옹주

## 참고 자료
- 숙신옹주 가옥허여문기 - 국가유산청 국가유산포털